# Llocnou de Sant Jeroni
Llocnou de Sant Jeroni, en valencien et officiellement, (Lugar Nuevo de San Jerónimo en castillan), est une commune d'Espagne de la province de Valence dans la Communauté valencienne. Elle est située dans la comarque de la Safor et dans la zone à prédominance linguistique valencienne.

## Géographie

Localisation de Llocnou de Sant Jeroni
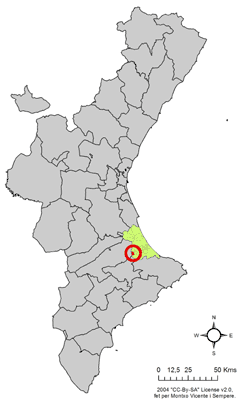
dans la Communauté valencienne.
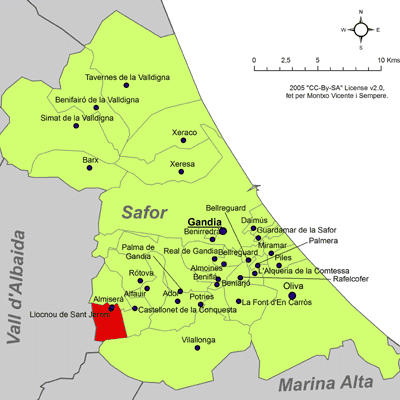
dans la comarque de la Safor.

### Communes limitrophes
La commune de Llocnou de Sant Jeroni est entourée par les communes suivantes :
Almiserà, Castellonet de la Conquesta, Terrateig et Vilallonga, toutes dans la province de Valence.

## Histoire

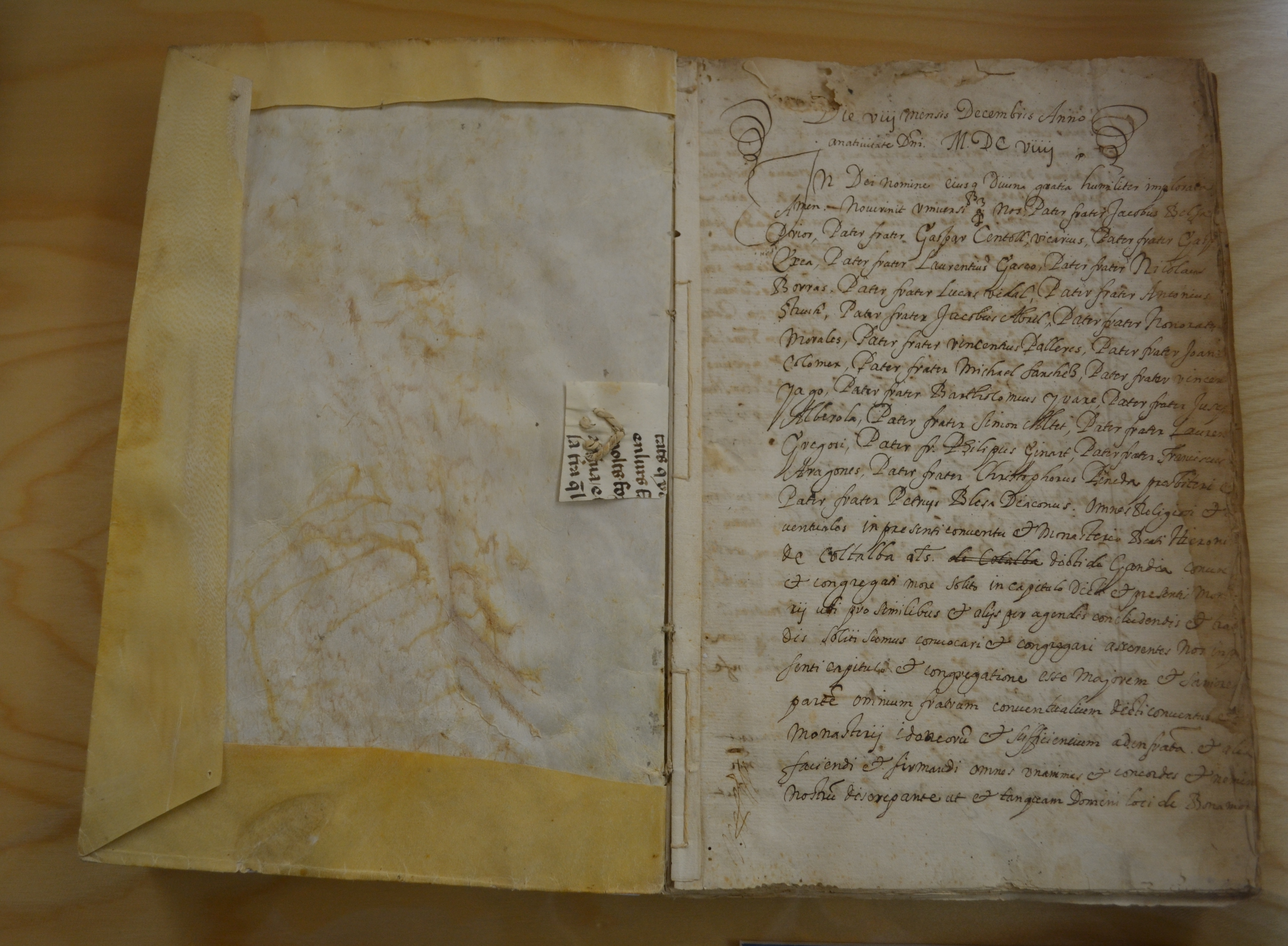
Charte de peuplement de Llocnou de Sant Jeroni (1609).

## Démographie
| 1990 | 1992 | 1994 | 1996 | 1998 | 2000 | 2002 | 2004 | 2005 | 2007 |
| ---- | ---- | ---- | ---- | ---- | ---- | ---- | ---- | ---- | ---- |
| 583  | 569  | 570  | 555  | 555  | 568  | 586  | 568  | 577  | 581  |

### Sources
- (es) Cet article est partiellement ou en totalité issu de l’article de Wikipédia en espagnol intitulé « Lugar Nuevo de San Jerónimo » (voir la liste des auteurs).
- (es) Varaciones de los municipios de España desde 1842, Ministerio de administraciones públicas, octobre 2008, 364 p. (lire en ligne) [PDF]